# پرولاجیس
پرولاجیس (انگلیسی: Prologis) شرکت توسعه املاک آمریکایی است، که مالک شبکه گسترده‌ای از ۳،۳۸۲ مرکز پخش و تاسیسات لجستیک در ۱۹ کشور می‌باشد و بعنوان بزرگترین مالک اپراتور املاک صنعتی جهان شناخته می‌شود.
شرکت پرولاجیس در سال ۱۹۸۳ توسط حمید مقدم و داگ ابی تحت نام "مقدم، ابی اند کامپنی" تاسیس شد. در سال ۱۹۸۴ رابرت بورک نیز به این شرکت پیوست و نام آن به "ای‌ام‌بی پراپرتی" تغییر پیدا کرد و در سال ۲۰۱۱ در پی خریداری شرکت پرولاجیس توسط ای‌ام‌بی، فرم کنونی شرکت پرولاجیس شکل گرفت. این شرکت هم‌اکنون ششمین شرکت املاک و مستغلات در ایالات متحده آمریکا به‌شمار می‌آید. دفتر مرکزی پرولاجیس در شهر سان فرانسیسکو قرار دارد و بخشی از سهام آن در بازار بورس نیویورک معامله می‌شود.